# Dano (Barga)
Pour les articles homonymes, voir Dano.
Dano est une localité située dans le département de Barga de la province du Yatenga dans la région Nord au Burkina Faso. 

## Santé et éducation
Le centre de soins le plus proche de Dano est le centre de santé et de promotion sociale (CSPS) de Barga-Mossi tandis que le centre médical régional (CMR) se trouve à Ouahigouya.